# Chùa Đùng
Chùa Đùng hay chùa Địa Tạng Phi Lai, là điểm du lịch nằm ở xã Thanh Bình, tỉnh Ninh Bình, Việt Nam. Chùa nằm cách trung tâm tỉnh lỵ Ninh Bình 26 km về phía Bắc.
Chùa Đùng được xây dựng dưới thời Đinh - Lê từ thế kỷ X, chùa nằm trọn trong lòng dãy núi Phi Lai, có địa thế lưng tựa vào núi, hai bên là "tả Thanh Long - hữu Bạch Hổ".

## Kiến trúc
Chùa Địa Tạng Phi Lai có cách bài trí khuôn viên nhà chùa mang nét rất riêng và độc đáo dựa vào địa thế sẵn có và sự sáng tạo gắn với triết lý nhà Phật. Xung quanh lối vào trong chùa đều được bài trí hoa sen. Mỗi mùa là một loài hoa khác nhau, đến khi hết mùa sen, chùa sẽ trồng các loài hoa khác để bày trí như: hoa súng, hoa cúc… Phần sân dẫn vào chùa đều được trải sỏi những lớp sỏi màu trắng, phía trên có lớp gạch mát tạo thành đường đi. Ngay trước khu Tổ đường, 12 vòng tròn được vẽ trên nền sỏi tượng trưng cho 12 nhân duyên của con người.
Với màu sắc chủ đạo nâu - vàng - trắng, chùa hình thành từ những nguyên liệu thiên nhiên gần gũi như gỗ, tre, trúc, ngói ta, đất nung, gốm, sứ... Gạch in hình hoa sen hay họa tiết hình rồng, ngói mũi hài, tượng chim thần Garuda hay bia đá khắc hình công phượng là những cổ vật từng trang điểm cho ngôi chùa cổ tên Đùng cả nghìn năm về trước.
Bên phải tòa Tam bảo là Nhà thờ Tổ, nơi thờ 42 sư tổ từng trụ trì tại chùa. Đồng thời trong quần thể chùa còn rất nhiều tòa kiến trúc khác như điện thờ Phật Bà Quan Thế Âm, Đức Ông và Đức Thánh Hiền, khu nhà ở dành cho Tăng ni, Phật tử ở trong chùa, khu giảng đường nơi các Tăng ni, Phật tử nghe sư trụ trì giảng đạo hàng ngày và diễn ra các khóa tu tại đây, khu nhà khách dành cho những du khách thập phương và những người tham gia các khóa tu, trải nghiệm tại chùa.